# Agathis rubripes
Agathis rubripes är en stekelart som beskrevs av Cresson 1872. Agathis rubripes ingår i släktet Agathis och familjen bracksteklar. Inga underarter finns listade i Catalogue of Life.